# Christopher Newton
Christopher Newton (Kent, 11 de junio de 1936 - 19 de diciembre de 2021) fue un director de escena y actor canadiense. Director artístico del Shaw Festival (1980-2002).

## Biografía
Nació en Inglaterra y estudió en la Sir Roger Manwood’s School en Kent, en la Universidad de Leeds, en la Universidad Purdue en Indiana y en la Universidad de Illinois, donde obtuvo su M.A.
Actuó con los Canadian Players, en el Manitoba Theatre Centre, la Vancouver Playhouse y el Festival de Stratford, donde interpretó papeles como 'Oberon' en Sueño de una noche de verano y 'Aramis' en Los tres mosqueteros. También apareció en Broadway en The Private Ear de Peter Shaffer. 
En 1968 fundó el Theatre Calgary donde fue director Artístico hasta 1971, cuando fue nombrado Director Artístico del Vancouver Playhouse. En 1979, fue nombrado Director Artístico del Shaw Festival. Durante su jefatura, continuó el trabajo de expandir el repertoria de la compañía del Shaw Festival.
Dirigió varias producciones, entre ellas: de George Bernard Shaw: Caesar and Cleopatra (1983), Heartbreak House (1985), Major Barbara (1987), Man and Superman (1989), Misalliance (1990), Pigmalión (1992), Candida (1993) y You Never Can Tell (1995;, tanto como The Silver King de Henry Arthur Jones, Sherlock Holmes de William Gillette, Hobson's Choice de Harold Brighouse, Lady Windermere's Fan de Oscar Wilde, Peter Pan de J.M. Barrie, The Return of the Prodigal de St. John Hankin, y Cavalcade de Noel Coward.
Como Director Artístico, contrató a directores como Tadeusz Bradecki, Derek Goldby, Denyse Lynde, Jackie Maxwell y Neil Munro. Newton también desarrolló cuidadosamente la compañía de actuación, cultivando jóvenes talentos actorales con papeles desafiantes y convirtiendo efectivamente a miembros de la compañía como Jim Mezon, Heath Lamberts, y Fiona Reid en estrellas. Newton también se encargó del mandato del Shaw Festival (la representación de sus obras escritas y escenificadas mientras vivió Bernard Shaw, 1856-1950) programando las obras de autores menos conocidos como Granville Barker, cuya obra completa fue representada en el Shaw Festival en una serie de producciones muy aplaudidas dirigidas por Neil Munro.
Desde su partida, ha trabajado como director y actor independiente para compañías como la Canadian Opera Company, la Vancouver Playhouse, y el Theatre Calgary. También regresó al Shaw Festival en 2004 para dirigir de Oscar Wilde The Importance of Being Earnest y en 2005 para dirigir Journey's End de R.C. Sherriff.
Entre los premios recibidos por Christopher Newton están el Premio de las Artes de Interpretación del Governor General, el Molson Prize; y, del United States Institute for Theatre Technology (USITT), el Premio Thomas DeGaetani, todos honrando a su vida dedicada al teatro.